# Cirfontaines-en-Ornois
Pour l’article homonyme, voir Cirfontaines-en-Azois.
Cirfontaines-en-Ornois est une commune française située dans le département de la Haute-Marne, en région Grand Est.

## Géographie

### Localisation
Commune du canton de Poissons à 51 km de Chaumont, non loin de la rive droite de la Saulx, à la limite du département de la Meuse.
Le territoire qui est traversé par le chemin de moyenne communication no 15, et où l'on exploite des mines de fer. Pour une superficie de 1 385 hectares, l'eau y est abondante et y forme à l'est un étang assez considérable. 

### Hydrographie
La commune est dans la région hydrographique « la Seine de sa source au confluent de l'Oise (exclu) » au sein du bassin Seine-Normandie. Elle est drainée par l'Ognon et le cours d'eau 01 de l'Étang de Chevilloncourt,.
L'Ognon, d'une longueur de 13 km, prend sa source dans la commune de Lezéville et se jette  dans l'Ornain à Gondrecourt-le-Château, après avoir traversé six communes. 

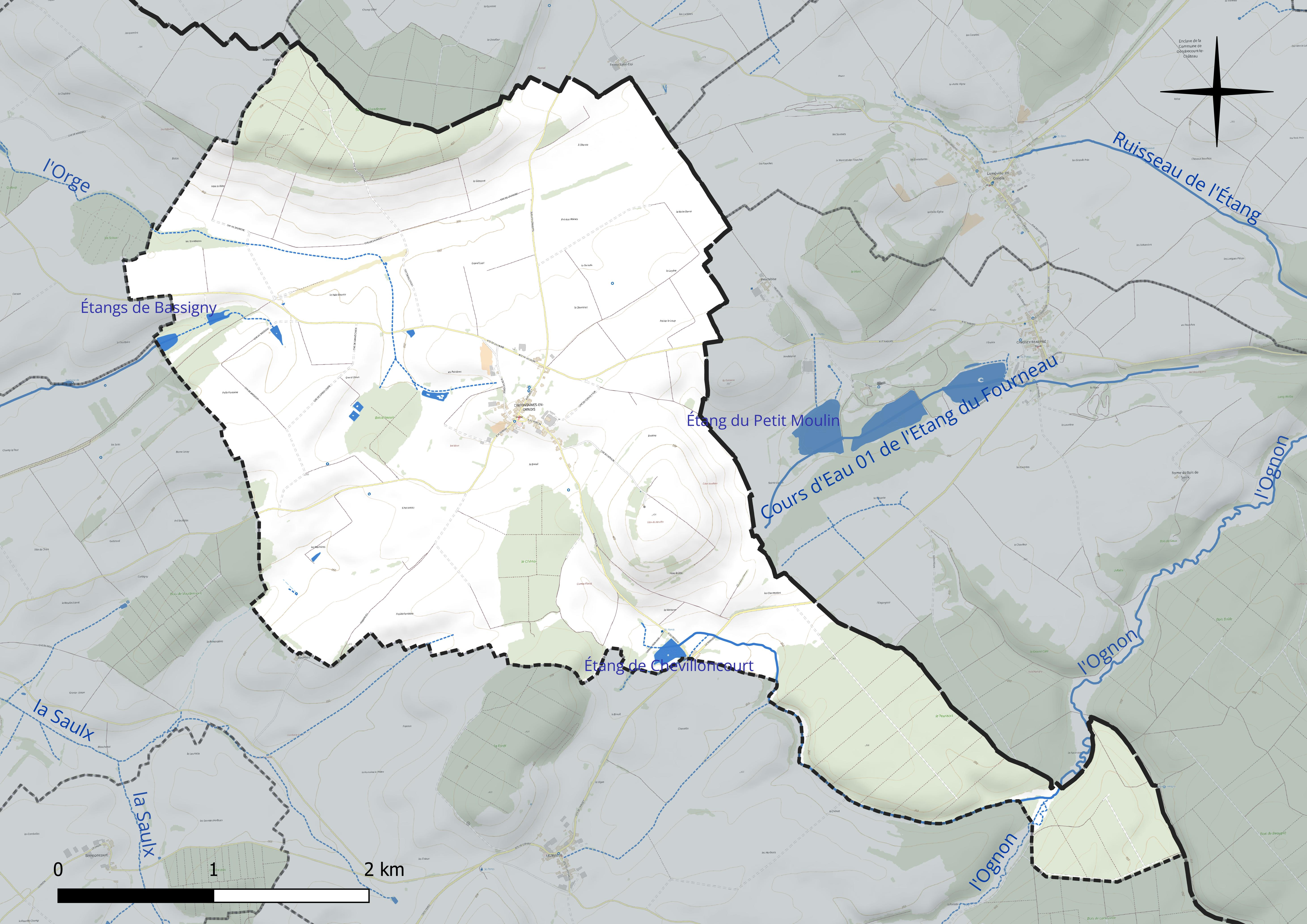
Réseau hydrographique de Cirfontaines-en-Ornois.

Deux plans d'eau complètent le réseau hydrographique : les étangs de Bassigny (0,7 ha) et l'étang de Chevilloncourt (1,9 ha),.

### Climat
Pour des articles plus généraux, voir Climat du Grand Est et Climat de la Haute-Marne.
En 2010, le climat de la commune est de type climat de montagne, selon une étude du Centre national de la recherche scientifique s'appuyant sur une série de données couvrant la période 1971-2000. En 2020, Météo-France publie une typologie des climats de la France métropolitaine dans laquelle la commune est exposée à un climat océanique altéré et est dans la région climatique  Lorraine, plateau de Langres, Morvan, caractérisée par un hiver rude (1,5 °C), des vents modérés et des brouillards fréquents en automne et hiver. 
Pour la période 1971-2000, la température annuelle moyenne est de 9,4 °C, avec une amplitude thermique annuelle de 16,6 °C. Le cumul annuel moyen de précipitations est de 1 075 mm, avec 13,8 jours de précipitations en janvier et 10 jours en juillet. Pour la période 1991-2020, la température moyenne annuelle observée sur la station météorologique installée sur la commune est de 10,4 °C et le cumul annuel moyen de précipitations est de 904,1 mm. 
La température maximale relevée sur cette station est de 40 °C, atteinte le 12 août 2003 ; la température minimale est de −19,6 °C, atteinte le 6 février 1963,,. 
| Mois                                  | jan.            | fév.             | mars           | avril         | mai             | juin            | jui.          | août           | sep.            | oct.            | nov.             | déc.          | année      |
| ------------------------------------- | --------------- | ---------------- | -------------- | ------------- | --------------- | --------------- | ------------- | -------------- | --------------- | --------------- | ---------------- | ------------- | ---------- |
| Température minimale moyenne (°C)     | −0,4            | −0,2             | 2              | 4,5           | 8,2             | 11,3            | 13,4          | 13,4           | 10              | 7,1             | 3,2              | 0,6           | 6,1        |
| Température moyenne (°C)              | 2,1             | 3                | 6,4            | 9,8           | 13,5            | 16,9            | 19,1          | 18,9           | 15              | 10,9            | 6                | 3             | 10,4       |
| Température maximale moyenne (°C)     | 4,7             | 6,3              | 10,9           | 15            | 18,7            | 22,4            | 24,7          | 24,5           | 20,1            | 14,7            | 8,8              | 5,3           | 14,7       |
| Record de froid (°C) date du record   | −19 12.01.1987  | −19,6 06.02.1963 | −16,1 01.03.05 | −6,2 08.04.03 | −3 07.05.1979   | −1,5 13.06.1978 | 3 16.07.1977  | 2,8 26.08.1966 | −0,4 20.09.1962 | −4,6 22.10.1964 | −11,9 23.11.1998 | −17 20.12.09  | −19,6 1963 |
| Record de chaleur (°C) date du record | 14,8 28.01.1967 | 22,8 27.02.19    | 25,3 31.03.21  | 28 25.04.07   | 30,8 12.05.1998 | 35 26.06.19     | 39,4 24.07.19 | 40 12.08.03    | 34,2 02.09.1962 | 27,7 02.10.23   | 21,7 07.11.15    | 17 18.12.1989 | 40 2003    |
| Précipitations (mm)                   | 81,5            | 71,3             | 67,8           | 58,7          | 80,4            | 66              | 69,7          | 78,7           | 69,4            | 83,8            | 83,2             | 93,6          | 904,1      |

| Diagramme climatique                                  |             |           |           |             |            |              |              |            |             |            |            |
| J                                                     | F           | M         | A         | M           | J          | J            | A            | S          | O           | N          | D          |
| 4,7−0,481,5                                           | 6,3−0,271,3 | 10,9267,8 | 154,558,7 | 18,78,280,4 | 22,411,366 | 24,713,469,7 | 24,513,478,7 | 20,11069,4 | 14,77,183,8 | 8,83,283,2 | 5,30,693,6 |
| Moyennes : • Temp. maxi et mini °C • Précipitation mm |             |           |           |             |            |              |              |            |             |            |            |

Les paramètres climatiques de la commune ont été estimés pour le milieu du siècle (2041-2070) selon différents scénarios d'émission de gaz à effet de serre à partir des nouvelles projections climatiques de référence DRIAS-2020. Ils sont consultables sur un site dédié publié par Météo-France en novembre 2022.

## Urbanisme

### Typologie
Au 1er janvier 2024, Cirfontaines-en-Ornois est catégorisée commune rurale à habitat très dispersé, selon la nouvelle grille communale de densité à sept niveaux définie par l'Insee en 2022.
Elle est située hors unité urbaine et hors attraction des villes,.

### Occupation des sols
L'occupation des sols de la commune, telle qu'elle ressort de la base de données européenne d’occupation biophysique des sols Corine Land Cover (CLC), est marquée par l'importance des territoires agricoles (72,1 % en 2018), une proportion identique à celle de 1990 (72,1 %). La répartition détaillée en 2018 est la suivante : 
terres arables (59,9 %), forêts (25,7 %), prairies (12,3 %), zones urbanisées (2,2 %). L'évolution de l’occupation des sols de la commune et de ses infrastructures peut être observée sur les différentes représentations cartographiques du territoire : la carte de Cassini (XVIIIe siècle), la carte d'état-major (1820-1866) et les cartes ou photos aériennes de l'IGN pour la période actuelle (1950 à aujourd'hui).

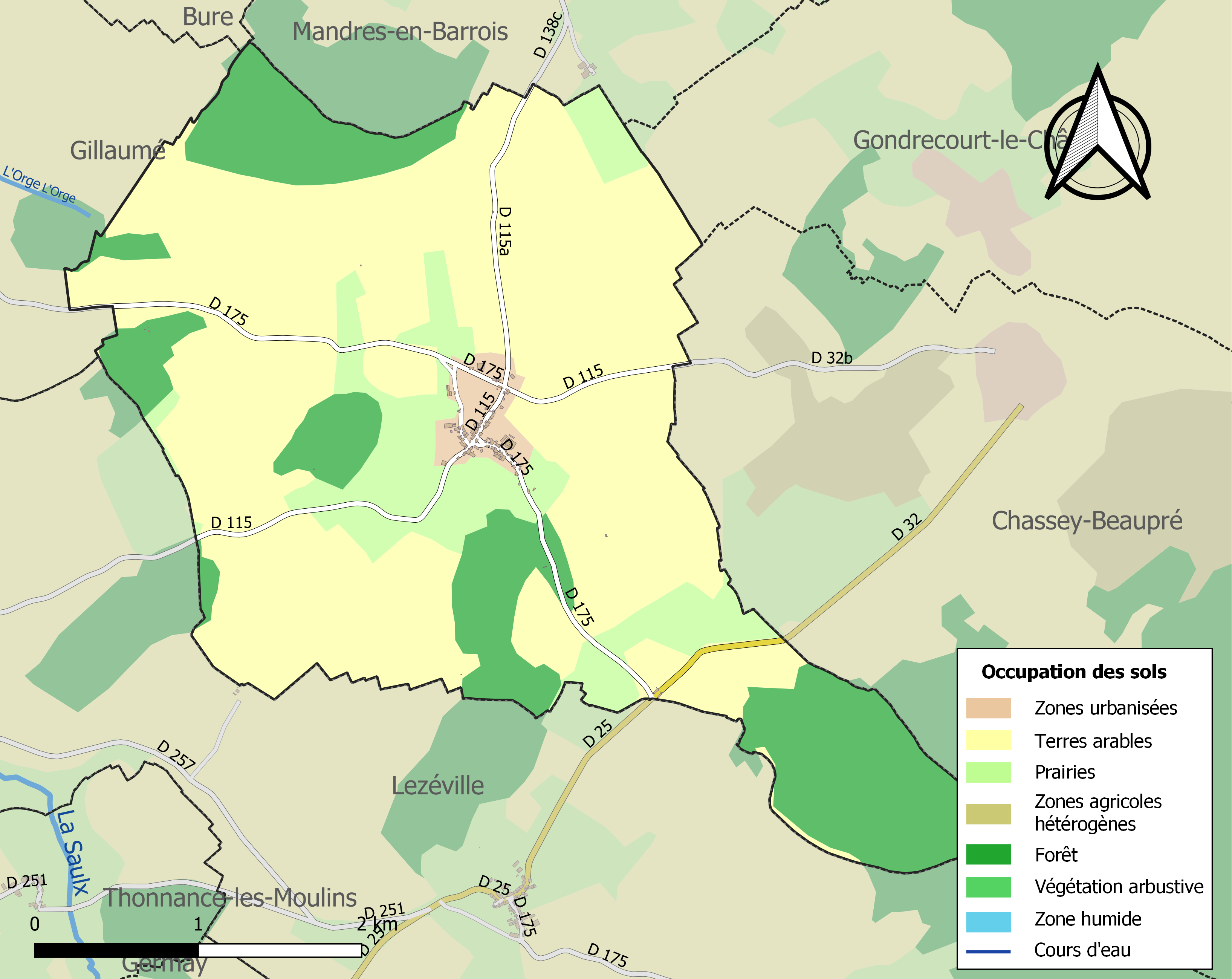
Carte des infrastructures et de l'occupation des sols de la commune en 2018 (CLC).

## Toponymie
Le nom de la localité est attesté sous les formes Sirefontene (1234) ; Cirefontaines (1500).

Le village doit son nom aux nombreuses sources qui jaillissent du sous-sol. Du bas latin fontanea « fontaine » , d'abord au singulier.
L'Ornois ou « pays de l'Ornois » est le nom d'une ancienne région située entre la Champagne et la Lorraine qui tire son nom de la rivière l'Orne, un affluent de la Moselle. Dans son acception actuelle, l'Ormois se situe à cheval sur les départements de la Meuse et de la Haute-Marne.

## Histoire
Pour une population de 364 habitants (juste avant la guerre de la Prusse), Cirfontaines faisait partie du diocèse de Toul, doyenné de Reynel ; de l'élection de Joinville, généralité de Champagne, et de la prévôté d'Andelot, bailliage de Chaumont.
Le marquis de Germay, officier supérieur, en était le seigneur. Une grande voie romaine partait de Langres passait à Cirfontaines, d'où un embranchement était dirigé sur Grand par Lezéville.
On y a trouvé beaucoup d'antiquités, et l'on prétend que sur la montagne au pied de laquelle coulait la fontaine aux truites, il y avait une forteresse qui, d'après la tradition, s'appelait Galli-Burdo. En 1636, les Suédois établirent à Cirfontaines leurs quartiers d'hiver et ruinèrent ce pays. Cirfontaines-en-Ornois, dit autrefois Sirefontaine (Sirus Fons in Pago Ornensi) appartenait à la seigneurie du marquis de Germay, qui possédait en plus Germay, Suzannecourt et Bressoncourt.
L'abbaye de Mirevaux avait aussi, dès l'an 1251, des propriétés et certains droits seigneuriaux sur Cirfontaines et elle y percevait des dîmes dont elle fit au XIVe siècle l'acquisition, qui fut confirmé en 1344 par un diplôme de Philippe, roi de France. L'église, dédiée à saint Pierre, du diocèse de Toul et du doyenné de Gondrecourt-le-Château, était succursale de Mandres-en-Barrois, qui fait aujourd'hui partie du diocèse de Verdun et du département de la Meuse. Elle était desservie tantôt par les curés de Mandres, tantôt par les vicaires. Depuis 1803, Cirfontaines forme une paroisse curiale ayant pour annexe Bressoncourt. Il y a eu une école de filles fondée par la commune en 1869, à l'aide d'une donation de Mme Pitois et confiée aux sœurs de la providence de Langres. M. Voillot, prêtre et curé de Montiers-sur-Saux, fidèle et déporté sous la Révolution, s'était retiré en 1791 à Cirfontaines son pays natal.

## Politique et administration

### Liste des maires
| Période                                  | Période  | Identité            | Étiquette | Qualité |
| ---------------------------------------- | -------- | ------------------- | --------- | ------- |
| Les données manquantes sont à compléter. |          |                     |           |         |
| 2001                                     | 2020     | Antoine Allemeersch | UMP       |         |
| 2020                                     | En cours | Annick Verron       |           |         |

## Population et société

### Démographie
L'évolution du nombre d'habitants est connue à travers les recensements de la population effectués dans la commune depuis 1793. Pour les communes de moins de 10 000 habitants, une enquête de recensement portant sur toute la population est réalisée tous les cinq ans, les populations de référence des années intermédiaires étant quant à elles estimées par interpolation ou extrapolation. Pour la commune, le premier recensement exhaustif entrant dans le cadre du nouveau dispositif a été réalisé en 2006.

En 2022, la commune comptait 88 habitants, en évolution de +15,79 % par rapport à 2016 (Haute-Marne : −4,62 %, France hors Mayotte : +2,11 %).
| 1793 | 1800 | 1806 | 1821 | 1831 | 1836 | 1841 | 1846 | 1851 |
| ---- | ---- | ---- | ---- | ---- | ---- | ---- | ---- | ---- |
| 261  | 270  | 304  | 344  | 386  | 352  | 388  | 427  | 402  |

| 1856 | 1861 | 1866 | 1872 | 1876 | 1881 | 1886 | 1891 | 1896 |
| ---- | ---- | ---- | ---- | ---- | ---- | ---- | ---- | ---- |
| 343  | 357  | 364  | 327  | 312  | 306  | 287  | 312  | 244  |

| 1901 | 1906 | 1911 | 1921 | 1926 | 1931 | 1936 | 1946 | 1954 |
| ---- | ---- | ---- | ---- | ---- | ---- | ---- | ---- | ---- |
| 217  | 203  | 175  | 171  | 165  | 169  | 154  | 124  | 144  |

| 1962 | 1968 | 1975 | 1982 | 1990 | 1999 | 2006 | 2011 | 2016 |
| ---- | ---- | ---- | ---- | ---- | ---- | ---- | ---- | ---- |
| 133  | 122  | 98   | 111  | 96   | 81   | 82   | 74   | 76   |

| 2021 | 2022 | - | - | - | - | - | - | - |
| ---- | ---- | - | - | - | - | - | - | - |
| 83   | 88   | - | - | - | - | - | - | - |

## Culture locale et patrimoine

### Lieux et monuments
- Présence d'une tour radar de l'aviation civile qui sert de balise pour les avions[réf. nécessaire]. Tous les vols au départ, notamment de Paris vers l'Asie/Moyen-Orient/Europe centrale, mais également de nombreux vols États-Unis/Europe Centrale/Moyen-Orient passent à proximité de cette balise.

### Héraldique
| Blason de Cirfontaines-en-Ornois | Blason  | D'azur à la barre d'or chargée de deux moulins à vent de sable, accompagnée en chef d'une levrette passante d'argent colletée de gueules, et en pointe d'une tour d'argent maçonnée de sable. |
| Blason de Cirfontaines-en-Ornois | Détails | Le statut officiel du blason reste à déterminer. |